# Explizit Einsam
Explizit Einsam ist ein deutschsprachiges Musikprojekt aus dem Dark-Wave-Umfeld. Es wird der Neuen Deutschen Todeskunst zugerechnet.

## Hintergrund
Explizit Einsam wurde im April 1992 von Andreas Ohle gegründet. Er ist Komponist und Sänger des Projekts, das sich durch einen monoton rezitativen Sprechgesang in Kombination mit neo-klassischen sowie elektronischen Musikelementen auszeichnet. Zu keiner Zeit gab es andere Bandmitglieder, es war immer das Projekt einer Person.
Inhaltlich befassen sich die Werke etwa mit der Erkenntnis der Sterblichkeit oder auch dem Leid der Existenz an sich.
Das erste musikalische Produkt des Projekts war das im Dezember 1992 erschienene Demotape „Das Trauma“. Später schlossen sich die Veröffentlichungen weiterer Demotapes und CD-Rs an. Zu nennen sind dabei unter anderem „Das Elixier“ (1999) oder „Kelch der Trauer“ (2001). Hier rückte der sprachliche Inhalt deutlicher in den Vordergrund und die zunächst in einfacher Weise umgesetzten musikalischen Strukturen gewannen zunehmend an Komplexität. Kein Produkt wurde über ein Label veröffentlicht.
Im Jahr 2001 erschienen zudem Titel aus dem Album „Kelch der Trauer“ auf einer Heft-CD des Astan-Magazins. Positive Resonanz darauf erfolgte beispielsweise durch eine Rezension im einschlägigen Zillo-Magazin aus dem Juni 2000. Im Februar 2004 veröffentlichte das Projekt schließlich sein Debüt-Album namens „Auf ewig“ in Eigenproduktion. Infolgedessen erschienen Interviews mit der Band etwa in Zillo, Astan und Black. Es folgten Samplerbeiträge auf Compilations wie „Voices Of Darkness“, „Return To Light Vol. 1“, „Deathophobia VIII“, „Return To Light Vol. 2“ und weitere Heft-CD-Beiträge, unter anderem im ASTAN Nr. 30 und Dark Spy 3/05.
Das 2008er Album Reflexion:unendlich erschien im Selbstverlag. Die digitale Vermarktung erfolgt seit 2012 über youtunez.com.

## Diskografie
- 1992: Das Trauma (Demotape)
- 1997: Erben des Vergessens (Eigenproduktion)
- 1999: Das Elixier (Eigenproduktion)
- 2001: Kelch der Trauer (Eigenproduktion)
- 2004: Auf ewig (SX Distribution)
- 2006: Siechend (Online-EP)
- 2008: Reflexion:unendlich (Eigenproduktion)
- 2012: Im Bann der Lethargie (Online-EP)
- 2013: Retrospektive (Online-Album)
- 2013: Geisterwelt(Online)
- 2014: Das zweite Kapitel (Online Album)
- 2014: Im Bann der Lethargie(Online)
- 2014: Greatest Hits(Online)
- 2014: Traumstaub (Online Single)
- 2016: Tausend Stimmen (Online EP)
- 2017: Wesen des Gedankens (Online EP)
- 2017: Immanenz (Online Album)